# Wohn- und Geschäftshaus Potschappler Straße 2
Das Wohn- und Geschäftshaus Potschappler Straße 2 ist ein denkmalgeschütztes Gebäude im Freitaler Stadtteil Döhlen. Es ist seit 1997 der Unternehmenssitz der stadteigenen Stadtwerke Freital GmbH (SWF, zuvor Freitaler Strom+Gas GmbH).

## Lage und Baubeschreibung
Das Haus befindet sich an der Potschappler Straße 2 in Höhe der Kreuzung mit der Dresdner Straße und bildet den südöstlichen Abschluss des Firmengeländes der Stadtwerke, das sich um das Gebäude bis an die Anlagen der Bahnstrecke Dresden–Werdau erstreckt. Der im Jugendstil gestaltete Hauptbau nebst einigen seitlichen Anbauten hat eine Grundfläche von etwa 15 × 23 Metern. Er verfügt über Keller-, Erd-, Ober- und Dachgeschoss und hat zur Straße sechs Fensterachsen, zwei davon in einem Mittelrisaliten, der von einem Zwerchhaus abgeschlossen wird. Abgeschlossen wird der Bau von einem Mansarddach.

## Geschichte
Die Thüringer Gas-Gesellschaft Leipzig ließ das Gebäude in den Jahren 1912 bis 1913 als Beamtenwohnhaus im Zusammenhang mit der Döhlener Gasanstalt auf dem heutigen SWF-Firmengelände errichten. Am 13. September 1913 wurde es seiner Nutzung übergeben. Im seitlichen Flachbau zur Dresdner Straße befanden sich Verkaufsräume für Gasanlagen und -geräte. Deren große Schaufenster wurden später vermauert und die Räume anderweitig genutzt.
Zum 1. Januar 1996 kam das Betriebsgelände der Gasanstalt und damit auch die Potschappler Straße 2 in Eigentum der im Jahr zuvor gegründeten Freitaler Stromversorgung GmbH, die ihr Geschäftsfeld um die Gasversorgung erweiterte und später als Freitaler Strom+Gas GmbH (FSG) auftrat. Das Wohn- und Geschäftshaus wurde saniert und bis 1. Oktober 1997 zum Firmensitz der FSG sowie der Technischen Werke Freital GmbH (TWF) ausgebaut. Während die TWF später in das ehemalige Rathaus Coßmannsdorf umzog, blieb die FSG am Standort Döhlen und erweiterte ihn unter anderem durch einen Neubau nördlich des Bestandsbaus.
Aufgrund seiner orts-, bau- und sozialgeschichtlichen Bedeutung wurde das Haus vom Landesamt für Denkmalpflege Sachsen in die Kulturdenkmalliste aufgenommen.